# Maria Ekman-Kolari

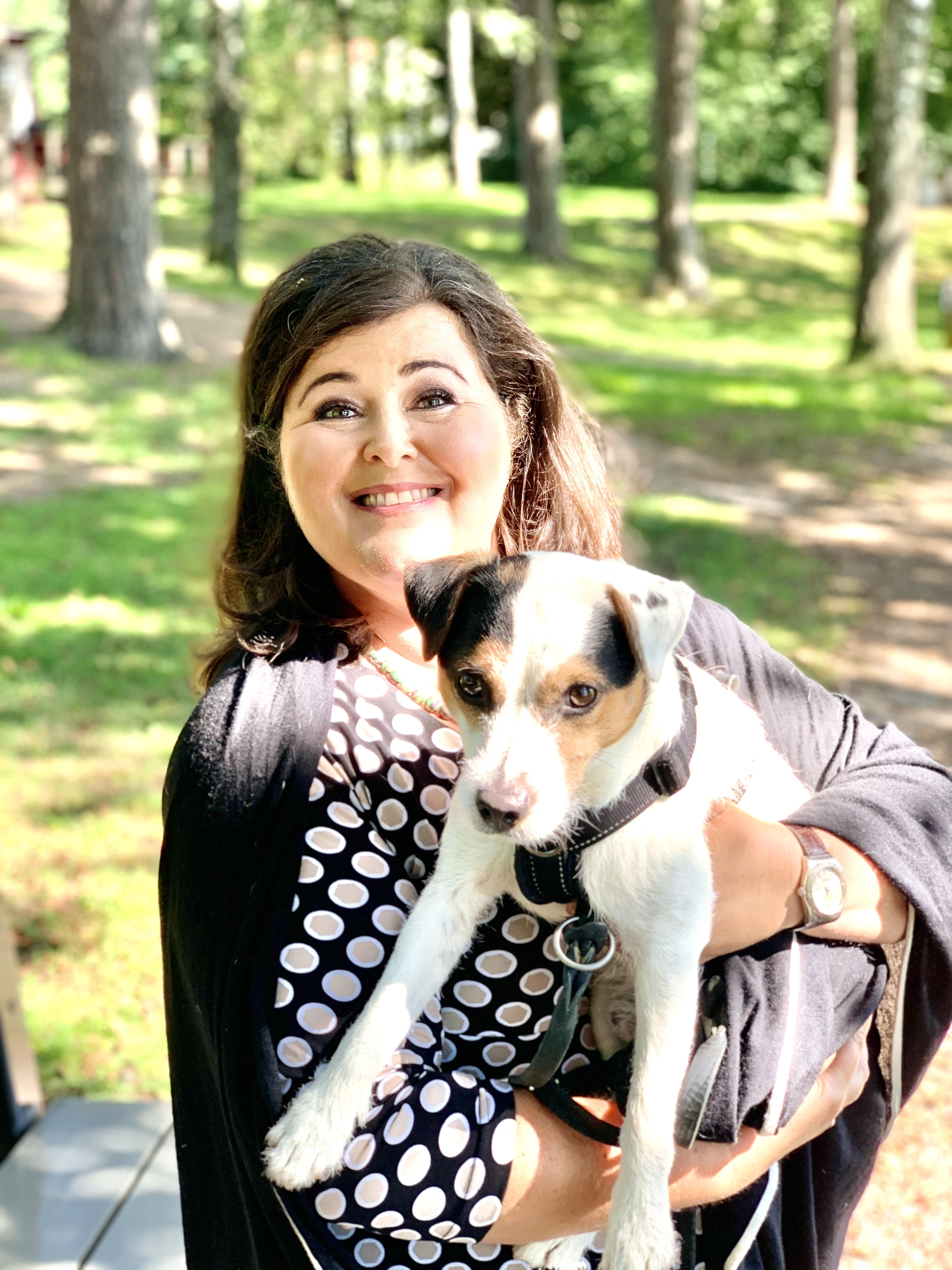
Maria Ekman år 2020

Maria Helena Ekman, före 2021 Ekman-Kolari, född 1969 i Björneborg, är en finländsk författare och expert på antikviteter, konst och design. Hon är känd för att ha spårat viktiga delar av den ryska tsaren Nikolaj II:s möblemang från Vinterpalatsets privata salonger. 
Ekmans fynd av Vinterpalatsets ”vita salongsmöblemang” på en vind i Helsingfors år 1998 och därefter ”silversalongens” möbler år 2009 blev en internationell sensation  och är fortfarande (2021) den dyraste antikviteten som sålts på auktion i Finland.
Ekman har därtill hittat 160 oinramade tavlor på en vind av åbokonstnären Santeri Salokivi, vilka varit försvunna i över 70 år.
Tillsammans med journalisten Merja Asikainen gav Ekman år 2017 ut boken Antiikkia – ostajan opas (Antikviteter – köparens guide). Hon gav år 2020 ut biografin Allan Hjelt – Entreprenör i brytningstider om den finlandssvenske affärsmannen, konstmecenaten och diplomaten Allan Hjelt (1885 – 1945) och hans tid. Därtill har hon medverkat med enskilda kapitel i ett antal böcker.
Ekman är regelbunden kolumnist i den finskspråkiga finanstidskriften Arvopaperi samt inredningstidskriften Koti ja Keittiö, tidigare även i andra tidskrifter.
Bolaget Oy Maria Ekman-Kolari Ab grundades av Ekman år 2016. Dessförinnan verkade hon som expert och intendent vid auktionshusen Hörhammer och Hagelstam samt chefsintendent och auktionsförrättare vid Bukowskis.
För en bredare publik är hon känd för sin medverkan under flera säsonger i det finskspråkiga TV-programmet Huutokaupan metsästäjät, som är en blandning av underhållning och antikvitetsprogram.
Till sin utbildning är Ekman politices magister vid Helsingfors universitet. Hon är tvåspråkig, med svenska och finska.